# Julian Casablancas
Julian Fernando Casablancas (Ciutat de Nova York, 23 d'agost de 1978) és un músic, cantautor i compositor nord-americà, més conegut com a vocalista principal de la banda de rock The Strokes. Durant el hiat de la banda, Casablancas va publicar un àlbum en solitari, Phrazes for the Young (2009). El 2013 formà un projecte de rock alternatiu, Julian Casablancas+The Voidz, que el 2014 publicà el seu primer àlbum Tyranny. Al llarg dels anys, Casablancas també ha col·laborat amb altres projectes, com a la cançó de The Lonely Island «Boombox», d'Incredibad (2009); i a la cançó de Daft Punk «Instant Crush», de Random Access Memories (2013).
El seu pare, John Casablancas va ser un empresari d'origen català, fill d'exiliats de la guerra civil, fundador de l'agència de models Elite Model Management. El seu besavi Ferran Casablancas i Planell, fou un empresari tèxtil i inventor reconegut internacionalment.
El 4 de juny de 2023, en un concert del Primavera Sound a Barcelona, va sorprendre el públic amb el clam: “Catalunya! És la terra de la meva sang. Visca Sabadell!”, en referència als seus avantpassats catalans.